# دونا بروغان
دونا بروغان (بالإنجليزية: Donna Brogan)‏ هي إحصائية أمريكية، ولدت في 12 يوليو 1939 في بالتيمور في الولايات المتحدة.